# Zürcher Liebesbriefe
Als Zürcher Liebesbriefe wird eine mittelalterliche Handschrift mit paargereimten Liebesbriefen aus der Zeit um 1400 bezeichnet. Sie wird unter der Signatur RP 3 (Raritätenpult 3) in der Zentralbibliothek Zürich aufbewahrt.

## Fund

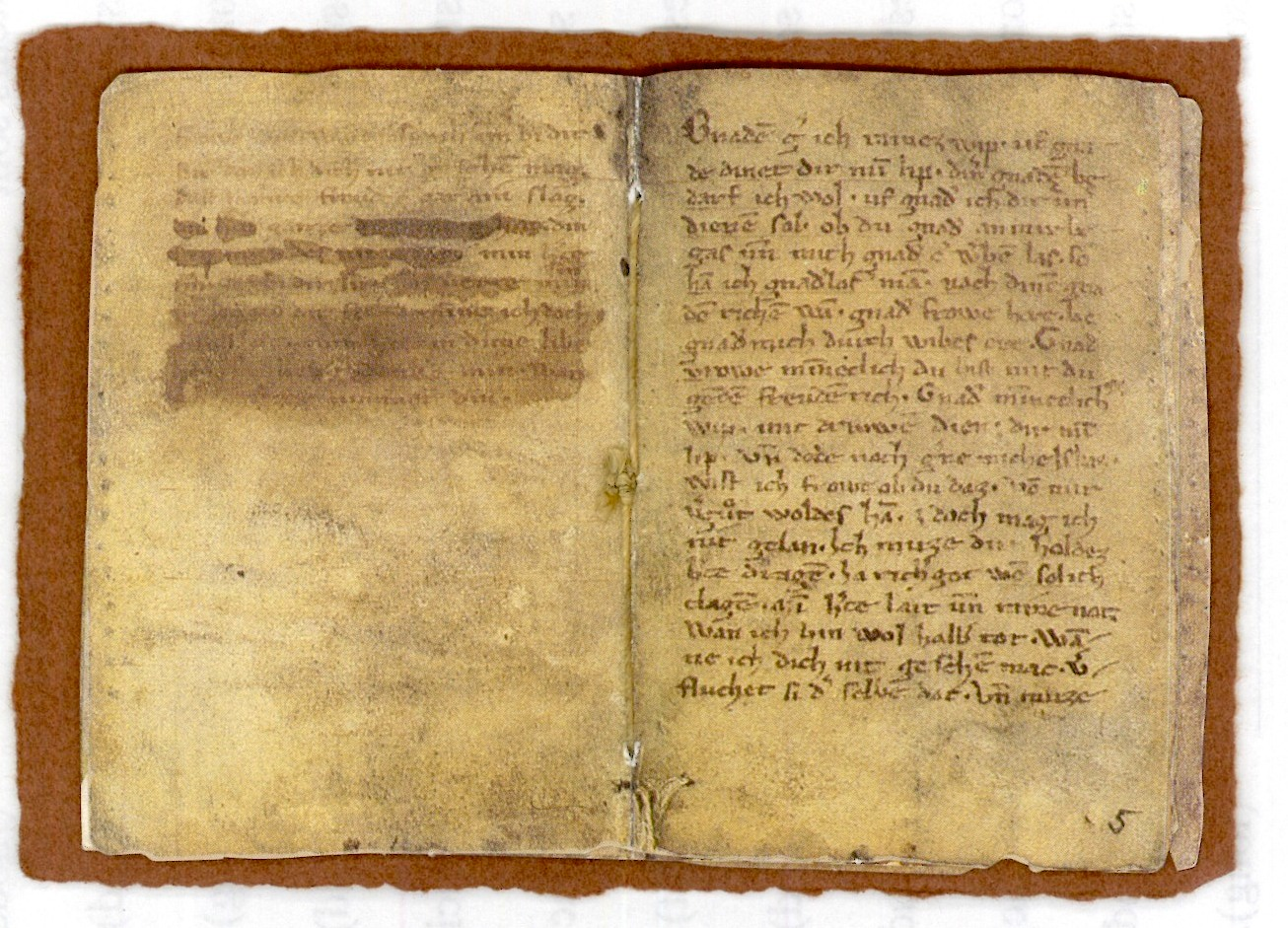
Mittelseiten (Faksimile)
10,5 × 7,3 cm

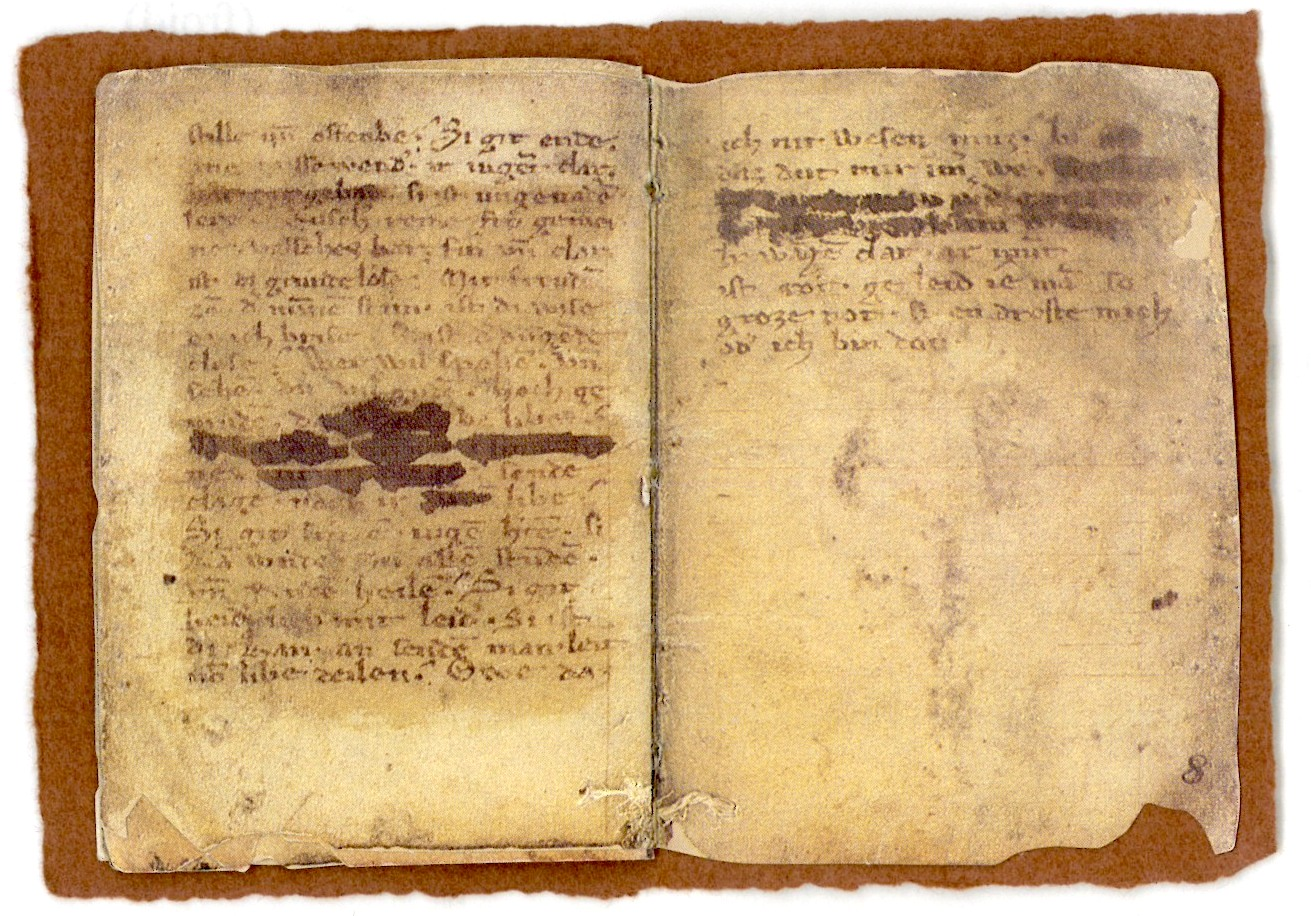
Die letzten beschriebenen Seiten (Faksimile)

Die Handschrift der sogenannten Zürcher Liebesbriefe kam 1843 hinter einer verputzten Wand zwischen zwei Balken zum Vorschein, als am Rennweg 33 in der Zürcher Altstadt ein mittelalterliches Haus umgebaut wurde. Der Hausbesitzer Johann Heinrich Faesi übergab das Dokument der einige Jahre zuvor gegründeten Antiquarischen Gesellschaft. Diese beauftragte ihr Mitglied, den Literaturhistoriker Ernst Ludwig Ettmüller mit der wissenschaftlichen Bearbeitung der Texte. Sein Kommentar erschien 1844 unter dem Titel Sechs Briefe und ein Leich nebst einigen Bemerkungen über die Frauenliebe im Mittelalter als achtes Heft in den Mittheilungen der Zürcherischen Gesellschaft für vaterländische Alterthümer. Das Haus am Rennweg 33 wurde 1911 abgetragen.

## Beschreibung
Das Dokument besteht aus acht Pergamentblättern im Oktavformat 6,9 × 4,8 cm, der Satzspiegel misst 4,7 × 3,5 cm. Die Blätter sind in gotischer Textur einspaltig auf mehrheitlich zwanzig Zeilen beschrieben. Spuren einer früheren Heftung lassen darauf schliessen, dass der feine Ledereinband etwas jünger als die Handschrift selber ist.
Die ersten beiden Blätter sind stark beschädigt und konnten teilweise nicht mehr entziffert werden. Vermutlich stammen die Flecken von einer chemischen Behandlung, mit der schon einmal versucht worden war, den Text besser sichtbar zu machen. Mit Hilfe des wissenschaftlichen Dienstes der Stadtpolizei Zürich gelang es später, den Text weitgehend wieder lesbar zu machen.
Ettmüller datierte die Handschrift auf das Ende des 13. Jahrhunderts, Max Schiendorfer, Professor für Ältere deutsche Literatur an der Universität Zürich, auf das erste Viertel des 14. Jahrhunderts. Die Texte gehören zu den ersten erhaltenen mittelhochdeutschen Liebesbriefen.
Aufgrund der Orthographie ist anzunehmen, dass der Autor weder Zürcher noch professioneller Schreiber war. Die sprachlichen Eigenheiten lassen einen Autor aus Nordschwaben, dem nördlichen Elsass oder Südrheinfranken vermuten.

## Inhalt
Das Heftchen enthält sechs Briefe in Reimpaaren und einen Leich. Die Texte reihen sich in die Tradition der deutschen höfischen Dichter ein. Der Dichter verwendet herkömmliche Briefelemente wie Grussformeln, Bitten und Treuschwüre. Oft finden sich auch Komplimente über die Schönheit der Angebeteten oder Klagen über unerwiderte Liebe:
Owê, daz ich nit wesen muz bî ir,

daz dut mir immer wê:

so sanfte dut mir ir werder gruz.

ir kel ist wîz alsam der snê,

ir wangen clâr, ir munt ist rot:

geleid ie ein ma so grôze not?

si endrôste mich, oder ich bin dôt.